# Pahapesto (Dakota del Sur)
Pahapesto es un territorio no organizado ubicado en el condado de Tripp en el estado estadounidense de Dakota del Sur. En el Censo de 2010 tenía una población de 9 habitantes y una densidad poblacional de 0,07 personas por km².

## Geografía
Pahapesto se encuentra ubicado en las coordenadas 43°38′31″N 100°9′56″O / 43.64194, -100.16556. Según la Oficina del Censo de los Estados Unidos, Pahapesto tiene una superficie total de 131.11 km², de la cual 129.85 km² corresponden a tierra firme y (0.96%) 1.25 km² es agua.

## Demografía
Según el censo de 2010, había 9 personas residiendo en Pahapesto. La densidad de población era de 0,07 hab./km². De los 9 habitantes, Pahapesto estaba compuesto por el 100% blancos, el 0% eran afroamericanos, el 0% eran amerindios, el 0% eran asiáticos, el 0% eran isleños del Pacífico, el 0% eran de otras razas y el 0% pertenecían a dos o más razas. Del total de la población el 0% eran hispanos o latinos de cualquier raza.